# Nescicroa albilateralis
Nescicroa albilateralis är en insektsart som beskrevs av Frank H.Hennemann 1998. Nescicroa albilateralis ingår i släktet Nescicroa och familjen Diapheromeridae. Inga underarter finns listade i Catalogue of Life.